# Ван Стее, Хенк
Хенк ван Стее (нидерл. Henk van Stee, род. 17 декабря 1961, Роттердам, Южная Голландия) — нидерландский футболист и футбольный тренер, спортивный функционер. С 2009 по 2014 гг. — директор футбольной академии санкт-петербургского «Зенита», с 2015 по 2016 гг. — спортивный директор «Зенита».

## Карьера футболиста
Воспитанник футбольного клуба «Спарта (Роттердам)». Первую официальную игру за родной клуб сыграл 15 декабря 1985 года. В 1985-1989 гг. — игрок «Спарты», в те годы клуб занимал места в середине турнирной таблицы чемпионата Голландии.
По окончании сезона 1989/90 завершил карьеру футболиста в клубе «Де Графсхап», выступавшем во второй по силе лиге Голландии.

## Карьера тренера и функционера
После завершения карьеры игрока в 1990-м году Хенк ван Стее вернулся в роттердамскую «Спарту», где работал в тренерском штабе до 1996 года. Весной-летом 1995-го, он был исполняющим обязанности главного тренера, в течение нескольких месяцев, после отставки Хана Бергера и до назначения Хенка тен Катэ. Затем был ассистентом нового главного тренера ещё некоторое время.
В 1996—1998 гг. — главный тренер «ВВВ-Венло», выступавшем во второй по силе лиге Голландии.
В 1998—2000 гг. — работал в футбольной академии «Фейеноорда». В 2000-м году был некоторое время исполняющим обязанности главного тренера, после отставки Лео Бенхаккера и до прихода Берта ван Марвейка.
В 2000—2002 гг. — главный тренер «АЗ Алкмаар».
В 2002—2003 гг. — главный тренер «Эксельсиор (Роттердам)», выступавшем во второй по силе лиге Голландии. Между двумя роттердамскими клубами «Фейеноорд» и «Эксельсиор» выстроены партнёрские отношения, в частности по совместному воспитанию молодых игроков — формально «Эксельсиор» был фарм-клубом «Фейеноорда», поэтому Хенк ван Стее одновременно входил и в тренерскую структуру «Фейеноорда».
В 2004-м году — вернулся в футбольную академию «Фейеноорда».
В 2006—2008 гг. — возглавлял футбольную академию донецкого «Шахтёра».
В 2008—2009 гг. — главный тренер «Де Графсхап», в котором 20 лет назад завершил карьеру игрока. Хенк ван Стее возглавил команду перед сезоном 2008/2009, в последние годы клуб балансировал на гране вылета из высшего дивизиона. Ван Стее покинул пост в феврале 2009 года, когда команда находилась на предпоследнем 17-м месте, но команду это не спасло — по завершении сезона клуб всё равно покинул элитный дивизион.
В сентябре 2009 года стал президентом футбольной академии «Зенита».
В конце 2014 года Хенк ван Стее перешёл на должность директора департамента подготовки резерва, где выполнял схожие функции в структуре клуба. В январе 2015 года занял должность спортивного директора, заключив контракт сроком на полгода, позже контракт был продлён. Эта должность в клубе была вакантна с июня 2014 года после ухода Дитмара Байерсдорфера. В свою очередь Хенка ван Стее сменили — Владимир Казачёнок, занявший должность директора футбольной академии и ранее работавший в структуре московского «Локомотива» Владимир Кузьмичёв, занявший пост директора департамента подготовки резерва.
В конце июня 2016 года Хенк ван Стее ушёл с занимаемого поста и покинул российский клуб, в структуре которого работал почти семь лет.